# وزارة التعليم والبحث

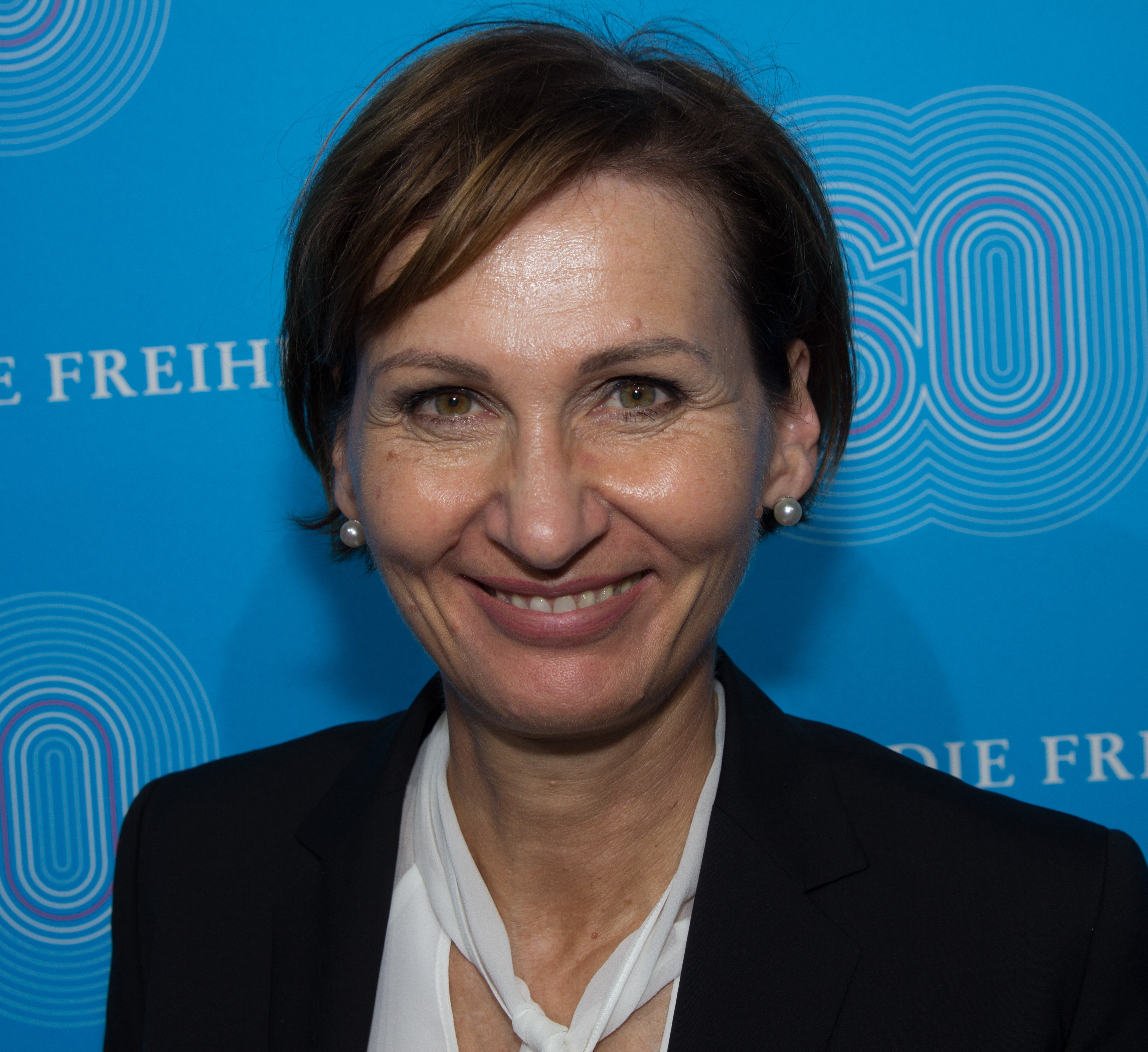
بيتينا شتارك فاتسينغر وزيرة التعليم والبحوث

الوزارة الاتحادية للتعليم والبحوث (بالألمانية: Bundesministerium für Bildung und Forschung) تُختصر BMBF، هي وزارة اتحادية في جمهورية ألمانيا الاتحادية يقع مقرها الرئيسي في بون ولها مقر فرعي في مدينة برلين. يرأس الوزارة منذ 8 ديسمبر 2021 بيتينا شتارك فاتسينغر من الحزب الديمقراطي الحر (FDP).
توفر الوزارة التمويل لمشروعات ومؤسسات البحث (التي تهدف إلى «التميز في البحث») وتضع سياسة تعليمية عامة. كما تقدم قروض للطلاب في ألمانيا. ومع ذلك يتم تحديد جزء كبير من السياسة التعليمية في ألمانيا من قبل الولايات، مما يحد بشدة من تأثير الوزارة في المسائل التعليمية.

## تاريخ
تأسست الوزارة الاتحادية للشؤون النووية في عام 1955، مع التركيز على البحوث في الاستخدام السلمي للطاقة النووية. تمت إعادة تسمية الوزارة في عام 1962 باسم الوزارة الاتحادية للبحث العلمي، مع نطاق صلاحيات أوسع؛ تمت إعادة تسميتها مرة أخرى عام 1969 باسم الوزارة الاتحادية للتعليم والعلوم.
أُنشئت وزارة منفصلة في عام 1972 هي الوزارة الاتحادية للأبحاث والتكنولوجيا. واندمجت الوزارتان في عام 1994 لتُشكل الوزارة الاتحادية للتعليم والعلوم والبحوث والتكنولوجيا؛ تم اختصار هذا الاسم في عام 1998 ليصبح الوزارة الاتحادية للتعليم والبحوث.

## الهيكل التنظيمي

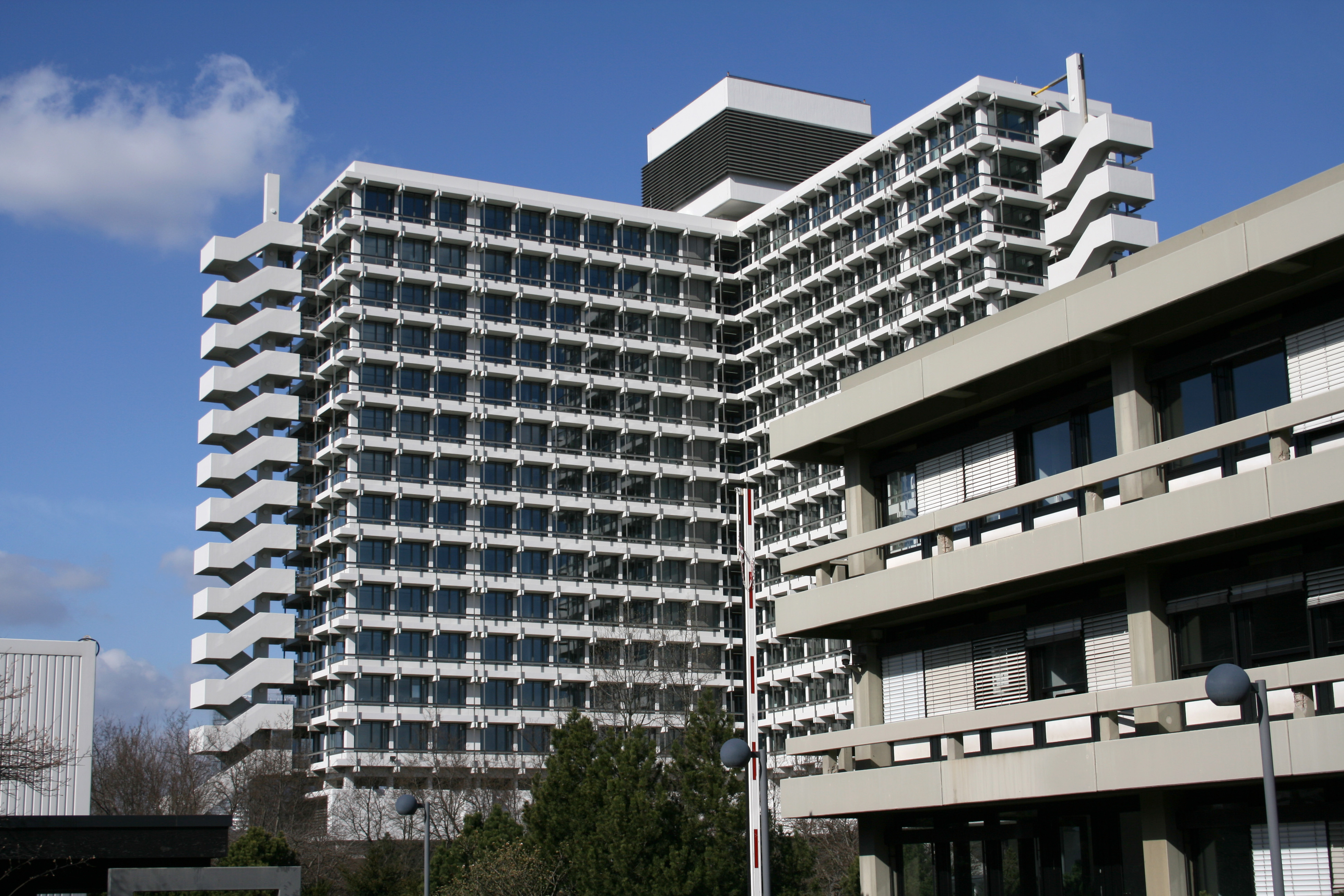
مبنى الوزارة الاتحادية للتعليم والبحوث في بون

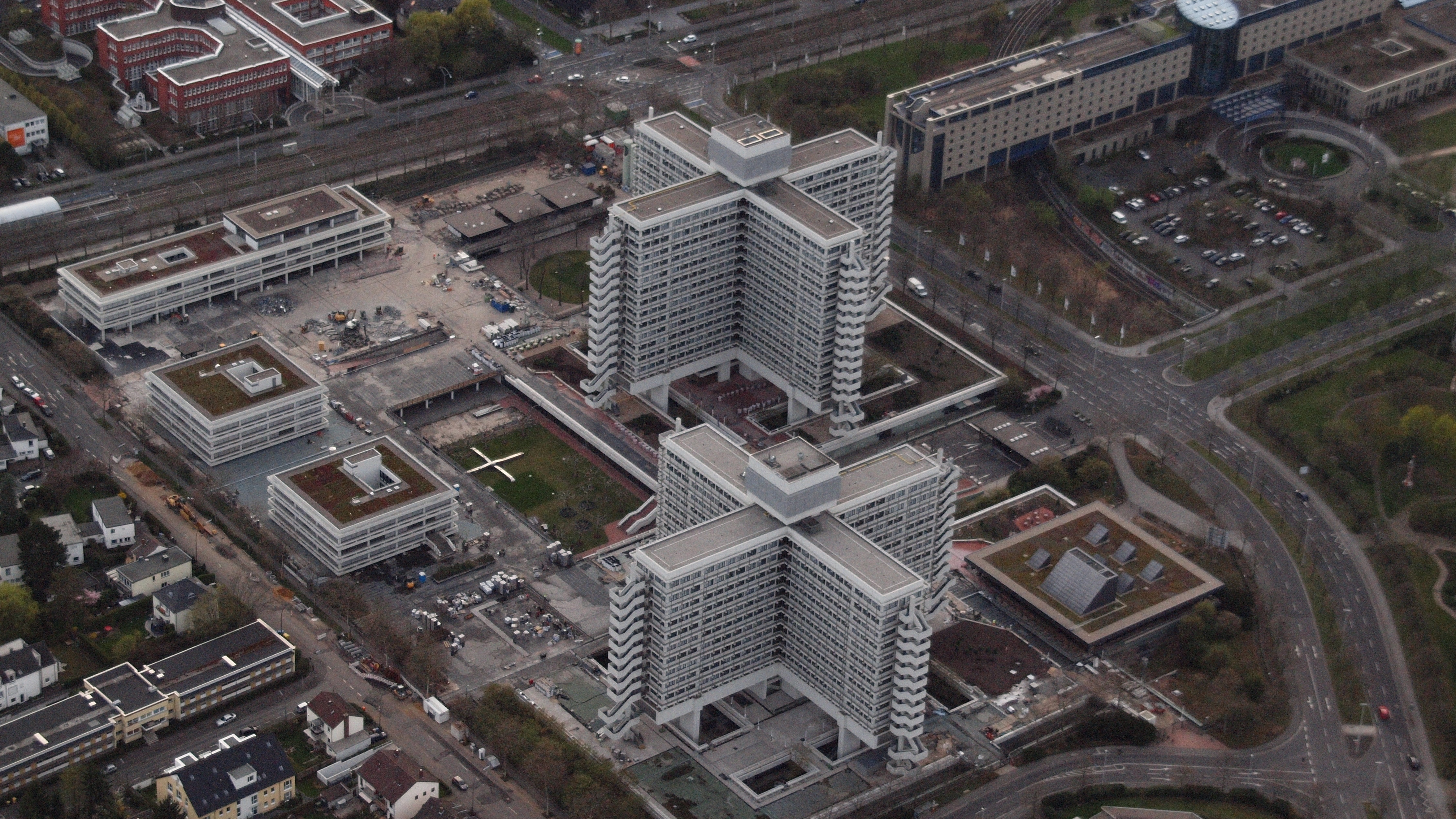
مبنى الوزارة من الإتجاه الجنوبي الشرقي

مبنى الوزارة في برلين

تحتوي الوزارة حالياً على ثمانية أقسام (اعتباراً من فبراير 2009). هذا بالإضافة إلى الإدارة المركزية المسؤولة عن المهام الإدارية:
- القسم 1: القضايا الأساسية؛ الاستراتيجيات؛ التغيير الرقمي
- القسم 2: التعاون الأوروبي والدولي في مجال التعليم والبحث
- القسم 3: التعليم المهني والتعلم في سنوات الحياة المختلفة
- القسم 4: القسم 4: نظام العلوم
- القسم 5: التقنيات الرئيسية - بحوث الابتكار
- الشعبة 6: علوم الحياة - بحوث الصحة
- القسم 7: بحوث المستقبل - البحوث في الثقافة والعلوم الأساسية والاستدامة

يتكون كل قسم من قسم أو قسمين فرعيين ومن 10 إلى 15 وحدة. يقع الجزء الأكبر من التقسيم الفرعي في مقر الوزارة في بون، بينما الجزء الأصغر في مقر الوزارة في برلين. توظف الوزارة حوالي 900 شخص. بالإضافة إلى ذلك، تضم اثنين من الأمناء البرلمانيين واثنين من موظفي الخدمة المدنية يقودون الموظفين.

## المراكز الألمانية للبحوث الصحية
منذ عام 2007 أنشأت الوزارة الاتحادية للتعليم والبحوث سلسلة من «مراكز البحوث الصحية»، التي تهدف إلى إحراز تقدم في الأمراض الشائعة الرئيسية من خلال التعاون بين العديد من معاهد البحوث. هذه المراكز هي:
- المركز الألماني لأبحاث القلب والأوعية الدموية
- المركز الألماني لأبحاث العدوى
- المركز الألماني لبحوث الرئة
- الاتحاد الألماني لأبحاث السرطان الترجمية
- المركز الألماني لأبحاث السكري
- المركز الألماني للأمراض العصبية

## الوزراء
الحزب السياسي:

  الاتحاد الاجتماعي المسيحي (CSU)

  الاتحاد الديمقراطي المسيحي (CDU)

  الحزب الديمقراطي الحر (FDP)

  الحزب الديمقراطي الاجتماعي الألماني (SPD)

  مستقل

| الاسم (الميلاد-الوفاة)                | الاسم (الميلاد-الوفاة)          | الصورة              | الحزب               | فترة الولاية         | فترة الولاية         | المستشار (الحكومة)      |
| وزير الشؤون النووية                   | وزير الشؤون النووية             | وزير الشؤون النووية | وزير الشؤون النووية | وزير الشؤون النووية  | وزير الشؤون النووية  | وزير الشؤون النووية     |
| ------------------------------------- | ------------------------------- | ------------------- | ------------------- | -------------------- | -------------------- | ----------------------- |
|                                       | فرانتس يوزيف شتراوس (1915–1988) |                     | CSU                 | 21 أكتوبر 1955       | 16 أكتوبر 1956       |                         |
|                                       | سيغفريد بالكه ‏ (1902–1984)      |                     | CSU                 | 16 أكتوبر 1956       | 29 أكتوبر 1957       |                         |
| وزير الطاقة النووية وإدارة المياه     |                                 |                     |                     |                      |                      |                         |
|                                       | سيغفريد بالكه ‏ (1902–1984)      |                     | CSU                 | 29 أكتوبر 1957       | 14 نوفمبر 1961       |                         |
| وزير الطاقة النووية                   |                                 |                     |                     |                      |                      |                         |
|                                       | سيغفريد بالكه ‏ (1902–1984)      |                     | CSU                 | 14 نوفمبر 1961       | 13 ديسمبر 1962       |                         |
| وزير البحث العلمي                     |                                 |                     |                     |                      |                      |                         |
|                                       | هانز لينتس ‏ (1907–1968)         |                     | FDP                 | 14 ديسمبر 1962       | 26 أكتوبر 1965       |                         |
|                                       | غيرهارد شتولتنبرغ (1928–2001)   |                     | CDU                 | 26 أكتوبر 1965       | 21 أكتوبر 1969       |                         |
| وزير التعليم والعلوم                  |                                 |                     |                     |                      |                      |                         |
|                                       | هانز ليوسينك ‏ (1912–2008)       |                     | مستقل               | 22 أكتوبر 1969       | 15 مارس 1972         |                         |
|                                       | كلاوس فون دوناني ‏ (1928)        |                     | SPD                 | 15 مارس 1972         | 16 مايو 1974         |                         |
|                                       | هيلموت رود (1925–2016)          |                     | SPD                 | 16 مايو 1974         | 16 فبراير 1978       |                         |
|                                       | يورغن شموده ‏ (1936)             |                     | SPD                 | 16 فبراير 1978       | 28 يناير 1981        |                         |
|                                       | بيورن أونغهولم ‏(1939)           |                     | SPD                 | 28 يناير 1981        | 1 أكتوبر 1982        |                         |
|                                       | دوروتي فيلمز ‏ (1929)            |                     | CDU                 | 4 أكتوبر 1982        | 12 مارس 1987         |                         |
|                                       | يورغين موليمان (1945–2003)      |                     | FDP                 | 12 مارس 1987         | 18 يناير 1991        |                         |
|                                       | راينر أورتليب ‏ (1944)           |                     | FDP                 | 18 يناير 1991        | 3 فبراير 1994        |                         |
|                                       | كارل هانز ليرمان ‏ (1929)        |                     | FDP                 | 4 شباط 1994          | 17 نوفمبر 1994       |                         |
| وزير البحث والتقنية                   |                                 |                     |                     |                      |                      |                         |
|                                       | هورست إمكه ‏ (1927–2017)         |                     | SPD                 | 15 ديسمبر 1972       | 16 مايو 1974         |                         |
|                                       | هانز ماتهوفر ‏ (1925–2009)       |                     | SPD                 | 16 مايو 1974         | 16 فبراير 1978       |                         |
|                                       | فولكر هاوف ‏ (1940)              |                     | SPD                 | 16 فبراير 1978       | 4 نوفمبر 1980        |                         |
|                                       | أندرياس فون بولوف (1937)        |                     | SPD                 | 6 نوفمبر 1980        | 1 أكتوبر 1982        |                         |
|                                       | هاينتس ريزنهوبر ‏ (1935)         |                     | CDU                 | 4 تشرين الأول 1982   | 21 يناير 1993        |                         |
|                                       | ماتياس فيسمان ‏ (1949)           |                     | CDU                 | 21 يناير 1993        | 13 أيار 1993         |                         |
|                                       | باول كروغر ‏ (1950)              |                     | CDU                 | 13 أيار 1993         | 17 تشرين الثاني 1994 |                         |
| وزير التعليم والعلوم والبحوث والتقنية |                                 |                     |                     |                      |                      |                         |
|                                       | يورغن روتغرز (1951)             |                     | CDU                 | 17 تشرين الثاني 1994 | 26 تشرين الأول 1998  | هلموت كول (V)           |
| وزير التعليم والبحث العلمي            |                                 |                     |                     |                      |                      |                         |
|                                       | إدلغارد بولمان (1951)           |                     | SPD                 | 26 تشرين الأول 1998  | 22 تشرين الثاني 2005 | غيرهارد شرودر (I • II)  |
|                                       | أنيته شافان (1955)              |                     | CDU                 | 22 تشرين الثاني 2005 | 14 شباط 2013         | أنغيلا ميركل (I • II)   |
|                                       | يوهانا فانكا (1951)             |                     | CDU                 | 14 شباط 2013         | 14 آذار 2018         | أنغيلا ميركل (II • III) |
|                                       | أنيا كارليتشك (1971)            |                     | CDU                 | 14 آذار 2018         | 8 كانون الأول 2021   | أنغيلا ميركل (IV)       |
|                                       | بيتينا شتارك فاتسينغر (1968)    |                     | FDP                 | 8 كانون الأول 2021   | في المنصب            | أولاف شولتس (I)         |

## روابط خارجية
- الموقع الرسمي للوزارة الاتحادية للتعليم والبحوث (بالألمانية)

- الموقع الرسمي للوزارة (بالإنجليزية)
- الخطة التنظيمية للوزارة الاتحادية للتعليم والبحوث (PDF, 713 kB)